# Arsura
Arsura è un comune della Romania di 1 878 abitanti, ubicato nel distretto di Vaslui, nella regione storica della Moldavia.
Il comune è formato dall'unione di 4 villaggi: Arsura, Fundătura, Mihail Kogălniceanu, Pîhnești.